# Nayland
Nayland – wieś w Anglii, w hrabstwie Suffolk, w dystrykcie Babergh. Leży 22 km na południowy zachód od miasta Ipswich i 87 km na północny wschód od Londynu. W 2015 miejscowość liczyła 929 mieszkańców.